# Музей Резы Аббаси
Музе́й Резы́ Аббаси́ (перс. موزه رضا عباسی‎) — музей в Тегеране, Иран. Был открыт в 1977 году на улице Шариати напротив Университета промышленности Хаджи Насреддина Туси. Назван в честь великого иранского художника Резы Аббаси, жившего в период Сефевидов.

## Адрес
Иран, Тегеран, ул. Шариати, рядом с мостом Сейд Хандан, 972.

## Залы
В этом музее находятся произведения искусства от доисторического времени до XIX века, которые представлены в нескольких экспозициях:
- Зал доисламского искусства (третий этаж).

В нём, среди других экспонатов, представлена золотая и серебряная посуда времен правления Ахеменидов и Сасанидов.
- Залы искусства исламского периода (два зала на втором этаже).

В них выставлены керамические и металлические предметы, архитектурные элементы, ювелирные изделия и текстиль периода Сельджуков, Тимуридов и Сефевидов. Из каджарского периода присутствуют переплеты книг.
- Зал живописи и каллиграфии (первый этаж).

Здесь представлены самые древние образцы страниц из книги «Шахнаме».

## История создания музея
В здании, где сейчас находится музей, раньше проходили выставки мебели и предметов домашнего декора. Но из-за архитектурных особенностей и удобного месторасположения оно привлекло внимание властей и было приобретено у первоначального владельца. Официально для публики музей был открыт женой шаха Фарах Пехлеви в октябре 1977 года. А закрыт на ремонт через год, в 1978 году. В период с 1976 по 1979 годы руководил музеем Аидин Агадашлу. В конце 1979 года после косметического ремонта и расширения выставочной площади музей был снова открыт для посетителей. Но в 1984 году из-за внутренних проблем музей закрыли и снова через год открыли. Однако после открытия музей проработал недолго и был в третий раз закрыт в этом же году. И, наконец, 3 февраля 2001 года после реконструкции он был открыт для публики в четвёртый раз. В настоящее время музей находится под эгидой Организации по культурному наследию, народным промыслам и туризму Ирана. Директор музея — Шахрам Хидрабадиян.

## Коллекции
Коллекции, представленные в этом музее, весьма разнообразны. Произведения искусства охватывают период от второго тысячелетия до н. э. до начала XX века (периода конца правления династии Каджаров). Экспонаты выставлены в хронологическом порядке. Таким образом, посетители музея могут наблюдать эволюцию искусства, культуры и цивилизации в Иране. На фоне других музеев Ирана такой порядок расположения экспонатов уникален.

## Отдел реконструкции и восстановления
Отдел реконструкции и восстановления состоит из двух лабораторий по ремонту картин, металлических предметов и рукописей и одной из самых лучших реставрационных мастерских в Иране. Поэтому в этой мастерской реставрируются не только предметы из музея Резы Аббасси, но и из всех музеев страны.

## Библиотека
Библиотека музея насчитывает более десяти тысяч книг на персидском, английском и немецком языках. Кроме того, в библиотеке находятся более 50-и иранских и 60-и иностранных журналов. Доступ в неё предоставляется сотрудникам музея, сотрудникам Организации культурного наследия, преподавателям, студентам и исследователям вопросов культуры.

## Отдел публикаций
Музеем опубликован значительный объём справочной литературы по искусству и истории Ирана.